# Martin Anton Schmidt
Martin Anton Schmidt (* 20. Juli 1919 in Wernburg; † 4. April 2015 in Steffisburg) war ein schweizerischer Kirchenhistoriker deutscher Herkunft.
Martin Anton Schmidt war der Sohn des Theologieprofessors Karl Ludwig Schmidt und wuchs unter anderem in Gießen, Jena, Bonn und Basel beziehungsweise Riehen auf, wo er 1942 das Bürgerrecht erhielt. Er studierte Theologie an der Universität Basel.  Dort wurde er 1948 zum Dr. theol. promoviert. Nach mehreren Jahren als Vikar, Pfarrhelfer und Religionslehrer wirkte er von 1947 bis 1955 als Pfarrer der Kirchgemeinde Kilchberg-Rünenberg-Zeglingen.
1951 habilitierte er sich an der Universität Basel und wurde dort Privatdozent für Kirchen- und Dogmengeschichte. Seine Lehrtätigkeit führte ihn 1953 nach Berlin und 1955 nach Nordamerika. Am San Francisco Theological Seminary in San Anselmo bekleidete er von 1961 bis 1967 eine Professur für Kirchengeschichte. Von 1967 bis zu seiner Emeritierung im Jahr 1989 wirkte er als ordentlicher Professor für Kirchen- und Dogmengeschichte an der Universität Basel. Wissenschaftlichen Ruf erlangte er vor allem durch seine Arbeiten zur Scholastik.